# Ecce Cor Meum
Ecce Cor Meum é um álbum de estúdio do cantor britânico Paul McCartney e quarto trabalho de música clássica, lançado em setembro de 2006. Produzido por John Fraser, o disco é um oratório dividido em quatro peças, cuja composição foi parcialmente inspirada na relação do cantor com Linda McCartney.

## Faixas
Todas as peças são de autoria de Paul McCartney.
1. "I. Spiritus" – 12:00
2. "II. Gratia" – 10:50
3. "Interlude (Lament)" – 3:56
4. "III. Musica" – 15:14
5. "IV. Ecce Cor Meum" – 14:50